# サントニアン
| 累代        | 代     | 紀       | 世           | 期                     | 基底年代 Mya |
| ----------- | ------ | -------- | ------------ | ---------------------- | ------------ |
| 顕生代      | 新生代 | 新生代   | 新生代       |                        | 66           |
| 顕生代      | 中生代 | 白亜紀   | 後期白亜紀   | マーストリヒチアン     | 72.1         |
| 顕生代      | 中生代 | 白亜紀   | 後期白亜紀   | カンパニアン           | 83.6         |
| 顕生代      | 中生代 | 白亜紀   | 後期白亜紀   | サントニアン           | 86.3         |
| 顕生代      | 中生代 | 白亜紀   | 後期白亜紀   | コニアシアン           | 89.8         |
| 顕生代      | 中生代 | 白亜紀   | 後期白亜紀   | チューロニアン         | 93.9         |
| 顕生代      | 中生代 | 白亜紀   | 後期白亜紀   | セノマニアン           | 100.5        |
| 顕生代      | 中生代 | 白亜紀   | 前期白亜紀   | アルビアン             | 113          |
| 顕生代      | 中生代 | 白亜紀   | 前期白亜紀   | アプチアン             | 125          |
| 顕生代      | 中生代 | 白亜紀   | 前期白亜紀   | バレミアン             | 129.4        |
| 顕生代      | 中生代 | 白亜紀   | 前期白亜紀   | オーテリビアン         | 132.9        |
| 顕生代      | 中生代 | 白亜紀   | 前期白亜紀   | バランギニアン         | 139.8        |
| 顕生代      | 中生代 | 白亜紀   | 前期白亜紀   | ベリアシアン           | 145          |
| 顕生代      | 中生代 | ジュラ紀 | 後期ジュラ紀 | チトニアン             | 152.1        |
| 顕生代      | 中生代 | ジュラ紀 | 後期ジュラ紀 | キンメリッジアン       | 157.3        |
| 顕生代      | 中生代 | ジュラ紀 | 後期ジュラ紀 | オックスフォーディアン | 163.5        |
| 顕生代      | 中生代 | ジュラ紀 | 中期ジュラ紀 | カロビアン             | 166.1        |
| 顕生代      | 中生代 | ジュラ紀 | 中期ジュラ紀 | バトニアン             | 168.3        |
| 顕生代      | 中生代 | ジュラ紀 | 中期ジュラ紀 | バッジョシアン         | 170.3        |
| 顕生代      | 中生代 | ジュラ紀 | 中期ジュラ紀 | アーレニアン           | 174.1        |
| 顕生代      | 中生代 | ジュラ紀 | 前期ジュラ紀 | トアルシアン           | 182.7        |
| 顕生代      | 中生代 | ジュラ紀 | 前期ジュラ紀 | プリンスバッキアン     | 190.8        |
| 顕生代      | 中生代 | ジュラ紀 | 前期ジュラ紀 | シネムーリアン         | 199.3        |
| 顕生代      | 中生代 | ジュラ紀 | 前期ジュラ紀 | ヘッタンギアン         | 201.3        |
| 顕生代      | 中生代 | 三畳紀   | 後期三畳紀   | レーティアン           | 208.5        |
| 顕生代      | 中生代 | 三畳紀   | 後期三畳紀   | ノーリアン             | 227          |
| 顕生代      | 中生代 | 三畳紀   | 後期三畳紀   | カーニアン             | 237          |
| 顕生代      | 中生代 | 三畳紀   | 中期三畳紀   | ラディニアン           | 242          |
| 顕生代      | 中生代 | 三畳紀   | 中期三畳紀   | アニシアン             | 247.2        |
| 顕生代      | 中生代 | 三畳紀   | 前期三畳紀   | オレネキアン           | 251.2        |
| 顕生代      | 中生代 | 三畳紀   | 前期三畳紀   | インドゥアン           | 251.902      |
| 顕生代      | 古生代 | 古生代   | 古生代       |                        | 541          |
| 原生代      | 原生代 | 原生代   | 原生代       |                        | 2500         |
| 太古代      | 太古代 | 太古代   | 太古代       |                        | 4000         |
| 冥王代      | 冥王代 | 冥王代   | 冥王代       |                        | 4600         |
| 1. 2. 3. 4. |        |          |              |                        |              |

サントニアン（英: Santonian）は、8630万年前（誤差700万年）から8360万年前（誤差700万年）にあたる後期白亜紀の地質時代名の一つ。
なお、「サントン階」「サントニアン階」という名称があるが、時代を示すものではない。「階」は地層に対して当てられる単位（層序名）であり、層序名「サントン階」「サントニアン階」と時代名「サントン期」「サントニアン期」は対を成す関係である。詳しくは「累代」を参照のこと。

## 層序的定義
サントニアン階はフランスの地質学者アンリ・コカンが1857年に定義した。名前はタイプ産地が位置するヌーヴェル＝アキテーヌ地域圏のサントに由来する。
サントニアン階の最下部はイノセラムス科の二枚貝クラドケセラムス (Cladoceramus undulatoplicatus) の登場により定義される。最上部、すなわちカンパニアン階の最下部はウミユリ綱の Marsupites testudinarius の絶滅により定義される。2009年時点では、最上部及び最下部は国際標準模式層断面及び地点に指定されていなかった。

### 細分化
サントニアンは下部、中部、上部に区分されることがある。テチス海ではサントニアンはプラセンチセラス・ポリオプシスによる単一のアンモナイトバイオゾーンと同年代である。イノセラムス科、ナノプランクトン、有孔虫に基づく生層序はさらに詳細である。

## 日本において
和歌山県北西部に位置する有田川地域では、化石の保存状態は極めて良好というわけでないが、アンモナイトやイノセラムス類の化石が多産する。有田川地域のうち外和泉層群はサントニアン階から下部カンパニアン階にあたり、イノセラムス類ではサントニアンに特徴的な Inoceramus amakusensis が産出した。同じくイノセラムス類である Sphenoceramus nagaoi も産出し、これは北海道の蝦夷層群や九州の姫浦層群の上部サントニアン - 下部カンパニアン階からも産出する。

## 生物相

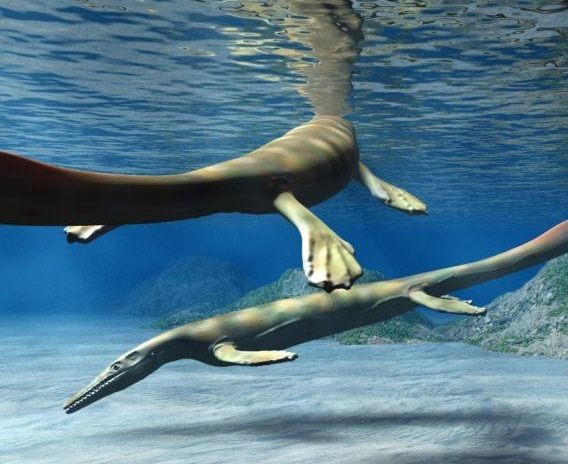
エオナタトル

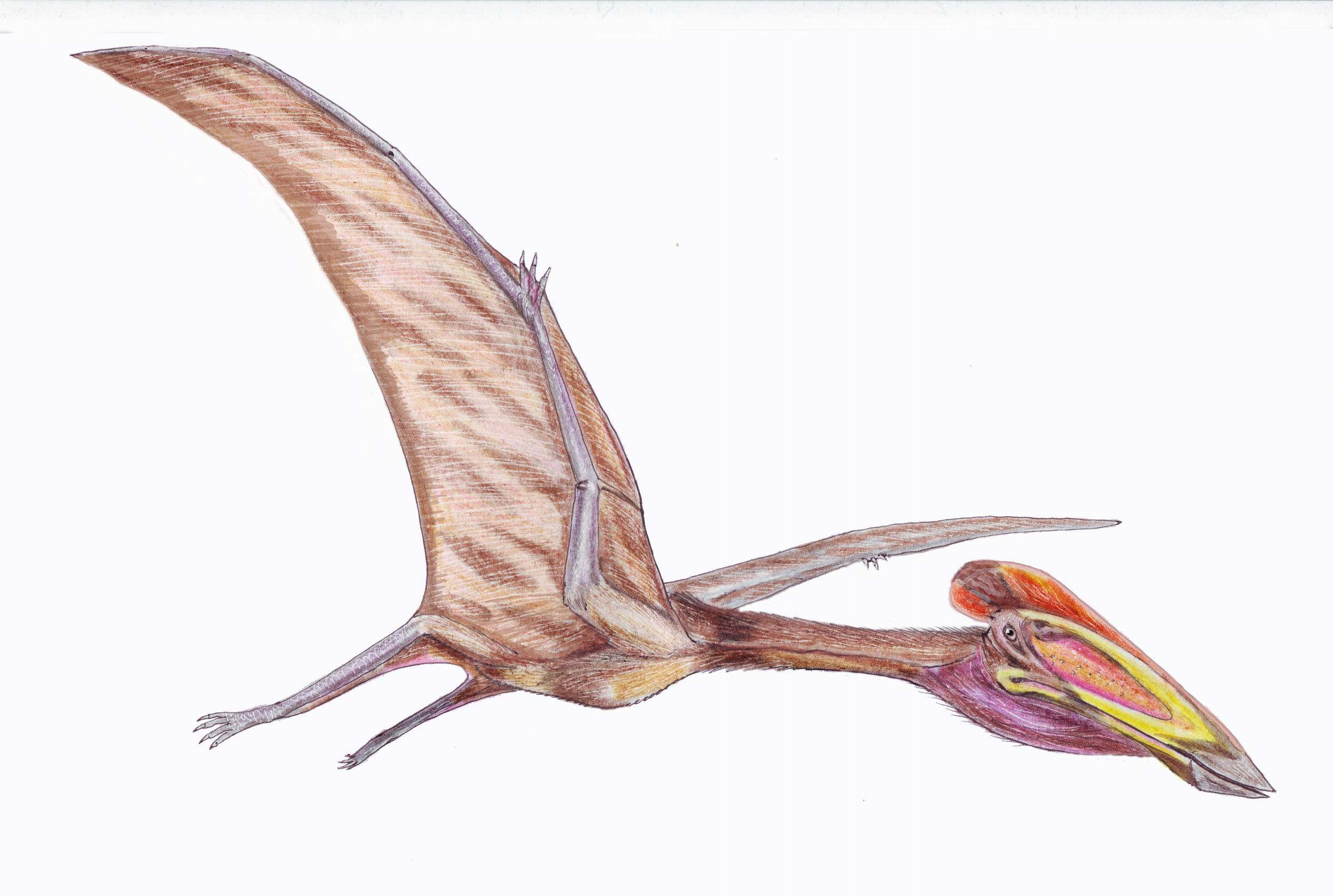
バコニドラコ

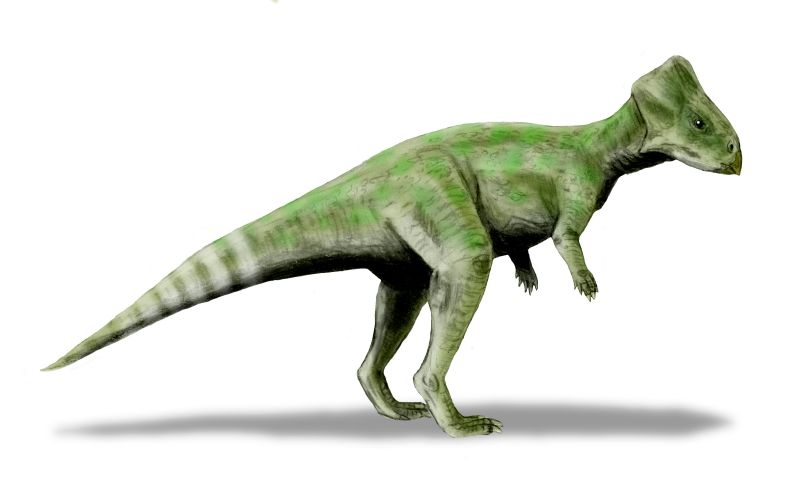
グラキリケラトプス

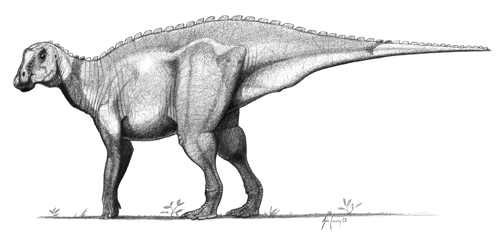
グリポサウルス

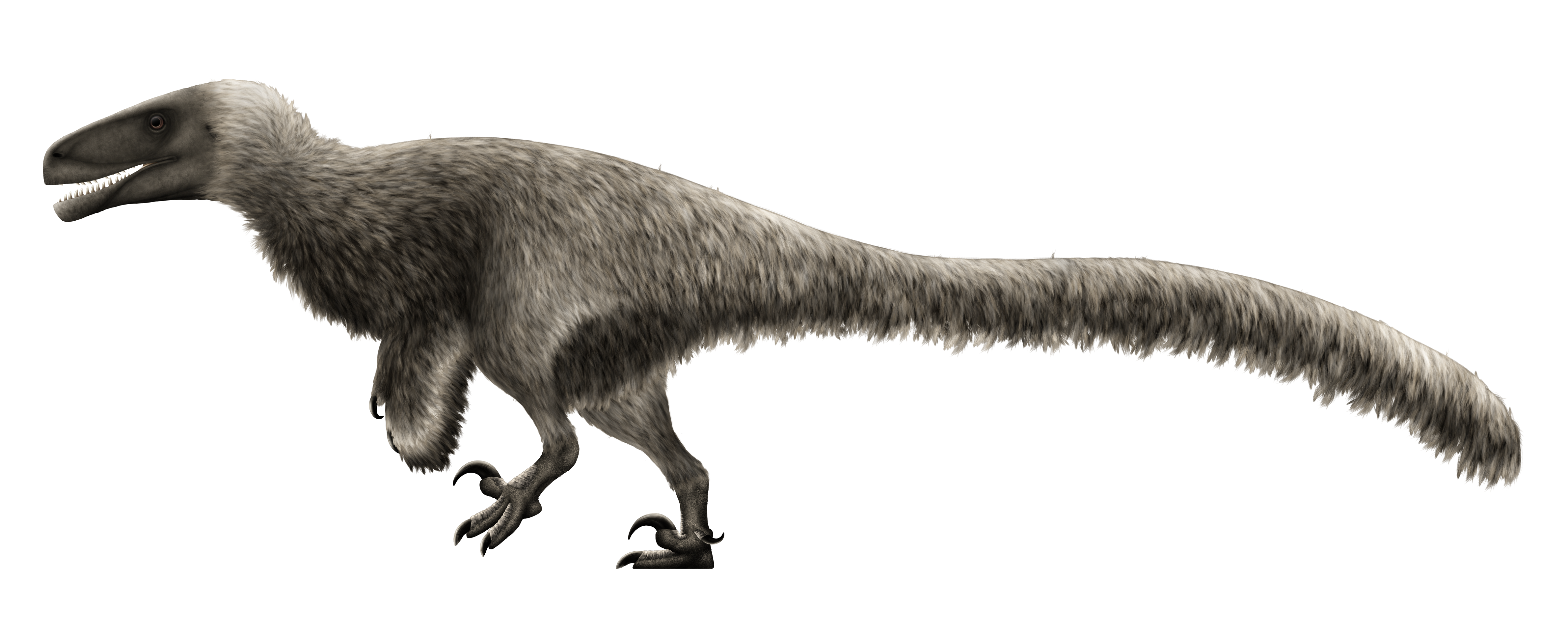
アキロバトル

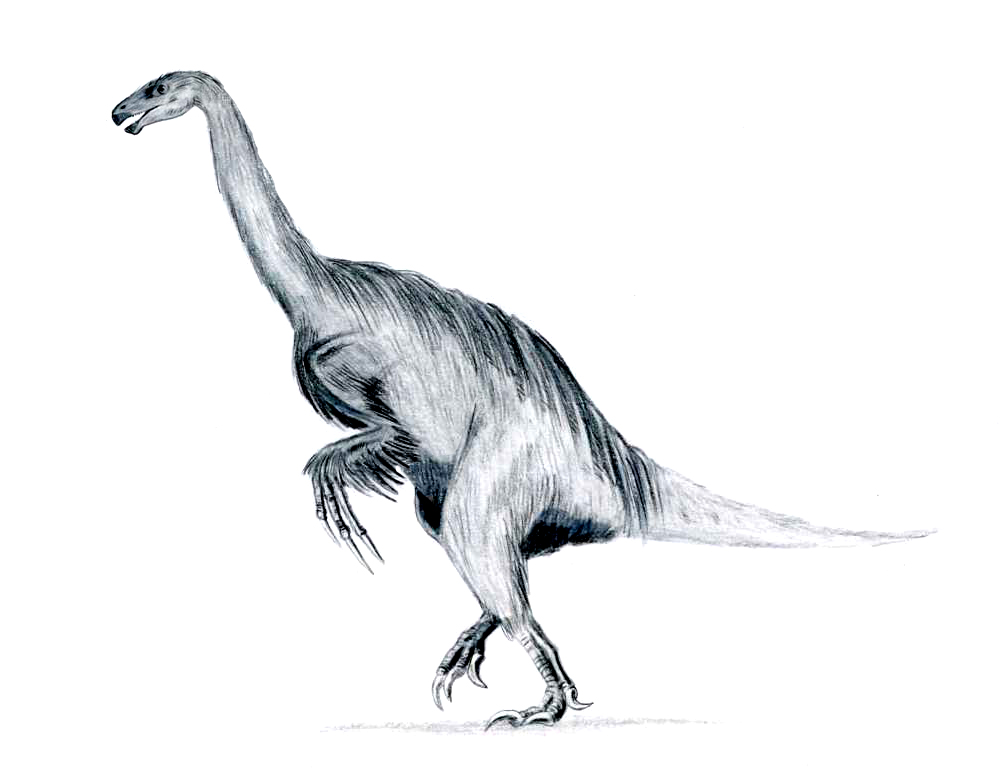
エルリコサウルス

アンモナイト
- ハイファントセラス・オリエンターレ
- メヌイテス・ジャポニクス
- テキサニテス・カワサキイ
- メタイテス・スツネリ

イノセラムス類
- イノセラムス・アマクセンシス

軟骨魚綱
- ヘクサンタス
- ノティダノドン
- ノティダノイデス

首長竜
- ドリコリンコプス

モササウルス科
- エオナタトル
- エゾミカサリュウ
- パンノニアサウルス
- ティロサウルス

ヘビ
- マドトソニア（英語版）

ワニ形上目
- ノトスクス
- シャモスクス（英語版）

翼竜
- アララズダルコ（英語版）
- バコニドラコ（英語版）
- カイウアヤラ（英語版）
- サムルキア（英語版）

曲竜類
- ハンガロサウルス
- ニオブララサウルス
- ピナコサウルス
- ツァガンテギア

角竜
- クラスペドドン
- グラキリケラトプス

鳥脚類
- アルスタノサウルス
- クラオサウルス（英語版）
- エオトラコドン（英語版）
- グリポサウルス
- ロフォロトン（英語版）
- ニッポノサウルス

竜脚類
- ミクロコエルス（英語版）
- クアエシトサウルス（英語版）
- ソニドサウルス

非鳥類型獣脚類
- アキレサウルス
- アキロバトル
- アレクトロサウルス
- アウカサウルス
- エルリコサウルス
- ギガントラプトル
- サノス
- クシクシアサウルス（英語版）

鳥類
- アパトルニス（英語版）
- ネウケノルニス（英語版）
- パラヘスペロルニス
- パタゴプテリクス（英語版）

哺乳類
- プラシメクソミス（英語版）

植物
- パラエオアルドロヴァンダ（英語版） - モクレン綱